# Правоохоронна діяльність
Правоохоронна діяльність — вид державної діяльності, яка здійснюється з метою охорони права спеціально уповноваженими органами шляхом застосування юридичних заходів впливу в суворій відповідності з законом і при неухильному дотриманні встановленого ним порядку.

Здійснюється правоохоронними та іншими державними органами, а також громадськими організаціями. Методи правоохоронної діяльності:
- проведення перевірок виконання законів та інших нормативно-правових актів,
- притягнення правопорушників до юридичної відповідальності,
- усунення причин злочинів та інших правопорушень тощо.